# Scrophularia haematantha
Scrophularia haematantha är en flenörtsväxtart som beskrevs av Pierre Edmond Boissier och Heldr.. Scrophularia haematantha ingår i släktet flenörter, och familjen flenörtsväxter. Inga underarter finns listade i Catalogue of Life.